# Rrok Mirdita
Rrok Kola Mirdita (28. září 1939, Klezna, Černá Hora – 7. prosince 2015) byl arcibiskup tiransko-dračský, primas albánské katolické církve a představený albánské biskupské konference.

## Životopis
Byl vysvěcen arcibiskupem Tolicem na kněze v roce 1965. Mnoho let sloužil jako farář v albánské komunitě v newyorském Bronxu.
O Vánocích 1992 ho Jan Pavel II. jmenoval arcibiskupem v Drači-Tiraně. Papež Mirditu při své albánské cestě sám vysvětil na biskupa 25. dubna 1993. Spolusvětiteli byli Jozef Tomko a Camillo Ruini.
Mirdita inicioval v Tiraně výstavbu nové katedrály, která byla vysvěcena v roce 2002. Vedle ní stojí nová arcibiskupova rezidence.
Byl také ředitelem albánské Caritas.